# Dead Space (серія)
Dead Space — медіафраншиза авторства Глена Шофілда, розробки Visceral Games та видавництва Electronic Arts. Основою є серія відеоігор, виконаних у жанрах шутера від третьої особи та «виживання серед жаху». Перша гра під назвою Dead Space була видана у 2008 році, та була продовжена Dead Space 2, Dead Space 3, а також доповнена побічними іграми. Крім того, випускалися анімаційні фільми, комікси та романи.
Тривалий час серія ігор була комерційно успішною, було продано понад 8 мільйонів примірників. Перша частина і її продовження отримали велику кількість позитивних відгуків від більшості критиків. Проте третя була менш комерційно прибутковою, що призвело до призупинення проєкту.

## Відеоігри

### Основна серія
- Dead Space (2008; Xbox 360, PlayStation 3, Microsoft Windows)
- Dead Space 2 (2011; Xbox 360, PlayStation 3, Microsoft Windows)
- Dead Space 3 (2013; Xbox 360, PlayStation 3, Microsoft Windows)
- Dead Space (римейк) (2023; Xbox Series, PlayStation 5, Microsoft Windows)

### Спін-оффи
- Dead Space: Extraction (2009; Wii, 2011; PlayStation 3)
- Dead Space Ignition (2010; Xbox 360, PlayStation 3)
- Dead Space (2011; iOS, Android)

## Пов'язана продукція

### Комікси
- «Dead Space» (2008)
- «Dead Space: Порятунок» (2010)
- «Dead Space: Звільнення» (2013)

### Романи
- «Dead Space: Мученик» (2010)
- «Dead Space: Каталізатор» (2012)

### Фільми
- «Dead Space: Падіння» (2008)
- «Dead Space: Наслідки» (2011)

## Всесвіт Dead Space

### Історія
Події більшості творів франшизи відбувають у XXVI столітті. Людство населяє численні колонії на різних планетах та супутниках і керується Земним Урядом. Водночас воно потерпає від нестачі ресурсів і активно шукає нові їх джерела. Противником Земного Уряду є церква Юнітології, апокаліптична релігія котрої проповідує об'єднання всіх людей у єдиний розум завдяки Обеліску — артефакту іншопланетного походження, знайденому у 2214 році Земним Урядом. Юнітологія виникла з культу геофізика Майкла Альтмана, що виявив Чорний Обеліск в кратері Чиксулуб та оприлюднив дані про нього. Альтман розкрив загрозливий вплив Обеліска на органіку навколо — артефакт призводить до божевілля та реанімує мертвих істот, перетворюючи на агресивних чудовиськ некроморфів. Він усіляко прагнув попередити людство про небезпеку Обеліска та врешті затопив дослідну станцію з артефактом. Але підпалі під вплив Обеліска високопосадовці Земного Уряду вбили його. Це посприяло формуванню образу Альтмана як мученика, що загинув аби розповісти правду. Альтмана почали шанувати як пророка і його культ згодом розвинувся в Юнітологію. Поодинокі оприлюднені дані лягли в основу віровчення цієї релігії. Земний Уряд продовжив дослідження Чорного Обеліска, вбачаючи в ньому джерело енергії, та почав створювати копії з використанням людських технології — Червоні Обеліски (події «Dead Space: Мученик»).
У 2314 році Незалежні колонії виявили планету Тау Волантіс зі слідами вимерлої кілька мільйонів років тому цивілізації. У руїнах її міст було знайдено Чорний і Червоні Обеліски та свідчення зараження некроморфами. З органіки на орбіті планети було сформовано фінальну стадію розвитку некроморфів — Братній Місяць, але його разом з планетою місцевій цивілізації вдалося заморозити. Послана на Тау Волантіс експедиція загинула і ці події наступні 200 років лишалися невідомими (події Dead Space 3).
Незалежні колонії вели роботи з будівництва Червоних Обелісків, особливо просунулася в цьому плані колонія планети Егіда-7. Її вчені розшифрували знаки на артефакті як інструкцію зі створення ДНК, отримавши в результаті інфекцію некроморфів. Коли інфекція поширилася, населення колонії евакуювалося, дослідження було припинено, а систему Егіди було заборонено відвідувати. З полишеної органіки сформувалася величезна істота Розум Рою.
За майже 300 років по тому корпорація Concordance Extraction Corporation почала в системі Егіди нелегальний видобуток копалин. На Егіді-7 було знайдено Червоний Обеліск і Церква Юнітології, маючи значний вплив на корпорацію, спорядила туди гірничовидобуваний корабель «Ішимура» з екіпажем юнітологів. Інфекція заразила колонію і корабель, більшість людей на борту перетворилися на некроморфів, але перед цим з «Ішимури» було послано сигнал лиха (події «Dead Space: Падіння» та Dead Space: Extraction). У відповідь корпорація прислала шаттл «Келліон» із командою для з'ясування обставин і допомоги. Його справжньою метою було доставити Обеліск Земному Уряду. Техніку Айзеку Кларку єдиному вдалося вціліти й повернути артефакт на планету, де знищити його і Розум Рою (події Dead Space). Після того як Кларк покинув Егіду-7 на шаттлі та був врятований, до планети відправили команду корабля «О'Беннон» розшукати уламки Обеліска. Один з уламків було врятовано, але врешті знищено, що призвело до розкладу всіх некроморфів навколо і повернення «Ішимури» в експлуатацію (події «Dead Space: Наслідки»).
Будівництво нового Червоного Обеліска продовжилося на Титані, колонізованому супутнику Сатурна. Айзека два роки утримували там без свідомості з метою добути з його мозку відомості про Обеліск. Експерименти призвели до будівництва нового Обеліска і поширення некроморфів на Титані. Артефакт маніпулював Айзеком, але той зумів змусити Обеліск самознищитися (події Dead Space 2).
Впродовж трьох років Земний Уряд створив на Місяці новий Червоний Обеліск, що розгнівало юнітологів. Церква почала масштабну війну проти уряду, в ході якої звільнила Обеліск від захисного кожуха, що спричинило епідемію на місячній базі, де переховувався Кларк. В пошуках способу зупинити епідемію Айзек вирушив на Тау Волантіс, де ним та товаришами Братній Місяць було знищено. Завдяки їм стало відомо, що Братні Місяці мільйони років використовували Обеліски задля власного розмноження. Ці артефакти закидалися на планети, де спонукали цивілізації створювати нові Обеліски, що призводило до появи некроморфів і врешті утворення з їхніх тіл нового Братнього Місяця. По поверненню на Землю герої виявили, що планета за час їх відсутності була також заражена і інші Братні Місяці прибули на її орбіту (події Dead Space 3).

### Некроморфи
Поява некроморфів починається з тривалого випромінювання Обелісків, яке змінює ДНК навколишніх організмів. Надалі некроморфи нападають на живих істот, вбиваючи їх та перетворюючи на нових некроморфів. При цьому організм мусить померти, щоб бути реанімованим. Також Обеліски впливають на розум, спонукаючи до самогубств і дій, що сприяють поширенню некроморфів. Вони здатні насилати нав'язливі думки та галюцинації, змушувати людей діяти всупереч здоровому глузду.
Залежно від характеристик і здібностей жертв, виникають різні типи некроморфів. Водночас некроморфи не мають життєво важливих центрів. Поранений чи розчленований некроморф може втратити певні здатності або знерухомитися, але цілком убити його може тільки цілковите спалювання. Головною метою некроморфів є вбивство якмога більшої кількості істот і її зараження для перетворення на нових некроморфів. Коли кількість зараженої органіки досягає критичої межі, найближчий Обеліск починає Сходження, за якого всі некроморфи навколо здиваються в єдину масу плоті, щоб утворити вищу мислячу форму некроморфів — Братній Місяць. Завершений Братній Місяць створює нові Обеліски, котрі закидаються на планети, де спонукають тамтешні цивілізації продукувати нові Обеліски, що призводить до наступного циклу зараження.

## Ігровий процес

Геймплей оригінальної Dead Space

В більшості ігор серії гравець виступає в ролі персонажа, що бореться з некроморфами з допомогою різноманітної, часто імпровізованої, зброї. В Dead Space відсутній графічний інтерфейс у його класичному розумінні: показник життя відображається на хребтовій частині скафандра, вміст спорядження переглядається, за викликом, на голографічному екрані. Скафандр споряджено модулями стазису (сповільнює час у вказаній зоні) та кінетичним модулем (забезпечує пересування/захоплення предметів на відстані). Подорожуючи та знищуючи ворогів, персонаж знаходить набої та спорядження, а також гроші, за які в спеціальних магазинах купляє корисні речі.
Бойова система передбачає не стільки стрілянину, скільки відстрілювання некроморфам кінцівок. Можливе і завдання ударів без зброї, проте вони ефективні лише у разі добивання вже скаліченого супротивника. Також у ворогів можна жбурляти предмети з допомогою кінетичного модуля.
Арсенал протагоністів відносно різноманітний, проте більшість його зразків розраховані на специфічних супротивників. Найбільш застосовуваними є різаки трьох типів — лазерні класичний та широколезий, і дистанційна циркулярка. Усю зброю, з часом, можливо модернізувати на верстаті за допомогою знайдених чи куплених силових вузлів.

## Подальша доля серії
У березні 2013-го поширилися чутки про закриття проєкту, які, утім, було спростовано. Невдовзі віцепрезидент EA Патрік Содерлунд заявив що DS 4 не в пріоритеті, водночас підтвердивши що видавці не відмовилися від ідеї подальшого розвитку:
Чи зробимо ми нову частину Dead Space? Думаю, що так. Але перед цим нам треба добре проаналізувати попередні частини і подумати над тим, як створити Dead Space для нового покоління. Не сприймайте мої слова як анонс нової частини Dead Space. Станом на сьогодні, ми не працюємо над продовженням, проте, якщо тільки з'явиться така можливість, ми відразу нею скористаємось.